# Hrady v Bellinzoně
Hrady v Bellinzoně, respektive „Tři hrady, obranná zeď a hradby tržního města Bellinzona“, je název položky, která byla roku 2000 zapsána na seznam světové dědictví UNESCO. Zahrnuje tři středověké hrady v okolí švýcarského města Bellinzona: Castelgrande, Montebello a Sasso Corbaro. První dva hrady jsou spolu propojeny opevněním, nejvýše položený Sasso Corbaro se nachází na izolovaném skalnatém ostrohu jihovýchodně od zbylých dvou. Castelgrande je nejstarší, má starořímské kořeny. Roku 1313 přibyl nový hrad, Montebello. Nejmladší stavbou je Sasso Corbaro, pochází z roku 1478.

## Dějiny
Místo hradu Castelgrande bylo opevněno již od 1. století př. n. l., za nadvlády Římanů a za panování císaře Augusta. Až do konce 13. století to bylo jediné opevnění v Bellinzoně. Zejména za vlády císařů Diokleciána a Konstantina sehrávala nejstarší pevnost klíčovou úlohu v obraně Římského impéria proti útokům na jeho severní hranici. Za tím účelem byl značně rozšířen. Roku 475 skutečně poměrně malá místní posádka odrazila útok Alamanů. Po pádu Říma pevnost využívali zejména Langobardi, kteří se zde bránili ponejvíce Frankům, v čemž například roku 590 uspěli. Nakonec ale Frankové Bellinzonu roku 774 dobyli. Po pádu jejich Franské říše hrad získalo do správy biskupství Como, za svou podporu Otonů. Během bojů o investituru ho načas získávaly různé rody, mj. švábští Štaufové a milánští Viscontiové, ale také rod Rusca, který ho sice neudržel dlouho, ale právě proto si nedaleko nechal postavit nový hrad Montebello. Z papežsko-císařských tahanic nakonec roku 1340 vyšli vítězně Viscontiové, kteří starý hrad získali pro Milán na příštích 150 let (nový zůstal v držení Rusců). Milánští (časem ve městě moc převzali Sforzové) však čelili stále silnějším snahám Švýcarské konfederace Bellinzonu dobýt. Kvůli tomuto tlaku také nechali postavit třetí hrad. V roce 1499 Bellinzonu dobyl francouzský král Ludvík XII. V lednu 1500 ozbrojené povstání občanů Bellinzony vyhnalo francouzské jednotky z města. Protože Sforzové byli paralyzováni francouzským útokem, ochranu před Francouzi hledali občané Bellinzony u Švýcarů. A tak se 14. dubna 1500 připojili ke Švýcarské konfederaci. Město spadalo pod společnou správu tří kantonů: Uri, Schwyz a Unterwalden. Každý kanton obsadil jeden ze tří hradů. V roce 1803 se Bellinzona stala součástí nezávislého kantonu Ticino a hrady se staly majetkem státu. Castelgrande byl používán jako zbrojnice a vězení. Hrady však byly zanedbávané a v 19. století se všechny tři dostaly do havarijního stavu. V roce 1871 byl Sasso Corbaro koupen skupinou podnikatelů a přeměněn na hotel. V roce 1919 dal kanton hrad pod památkovou ochranu, aby zabránil dalším jeho úpravám. V roce 1881 se vláda pokusila prodat i Castelgrande, ale nenašla kupce. Až v roce 1953, na oslavu 150 let od založení kantonu, začala oprava hradů. Hlavní rekonstrukce proběhla v letech 1982-1992. Tento projekt, pod vedením ticinského architekta Aurelia Galfettiho, změnil účel budov, přeměnil je všechny tři na muzeální prostory.

## Galerie

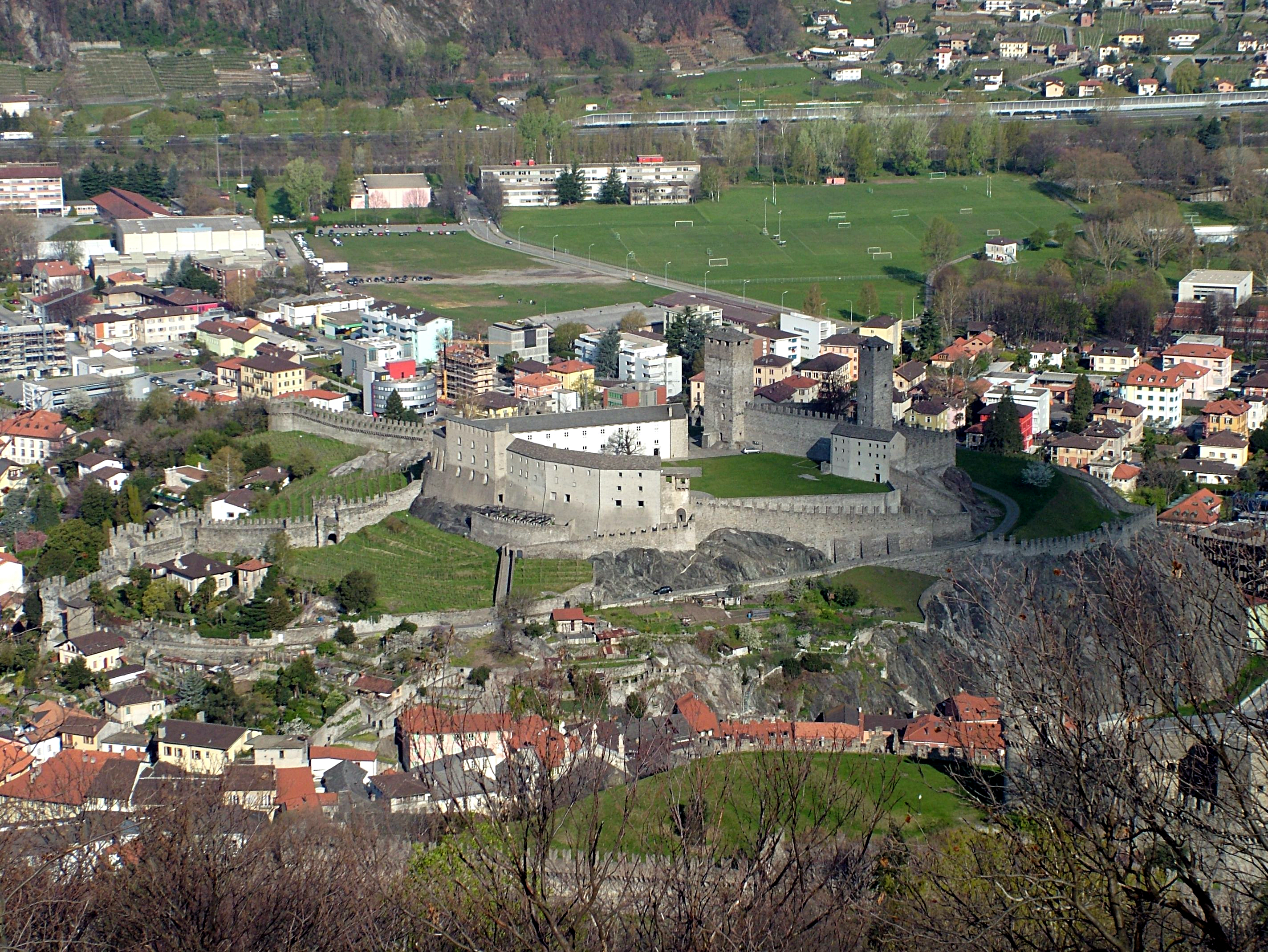
Castelgrande
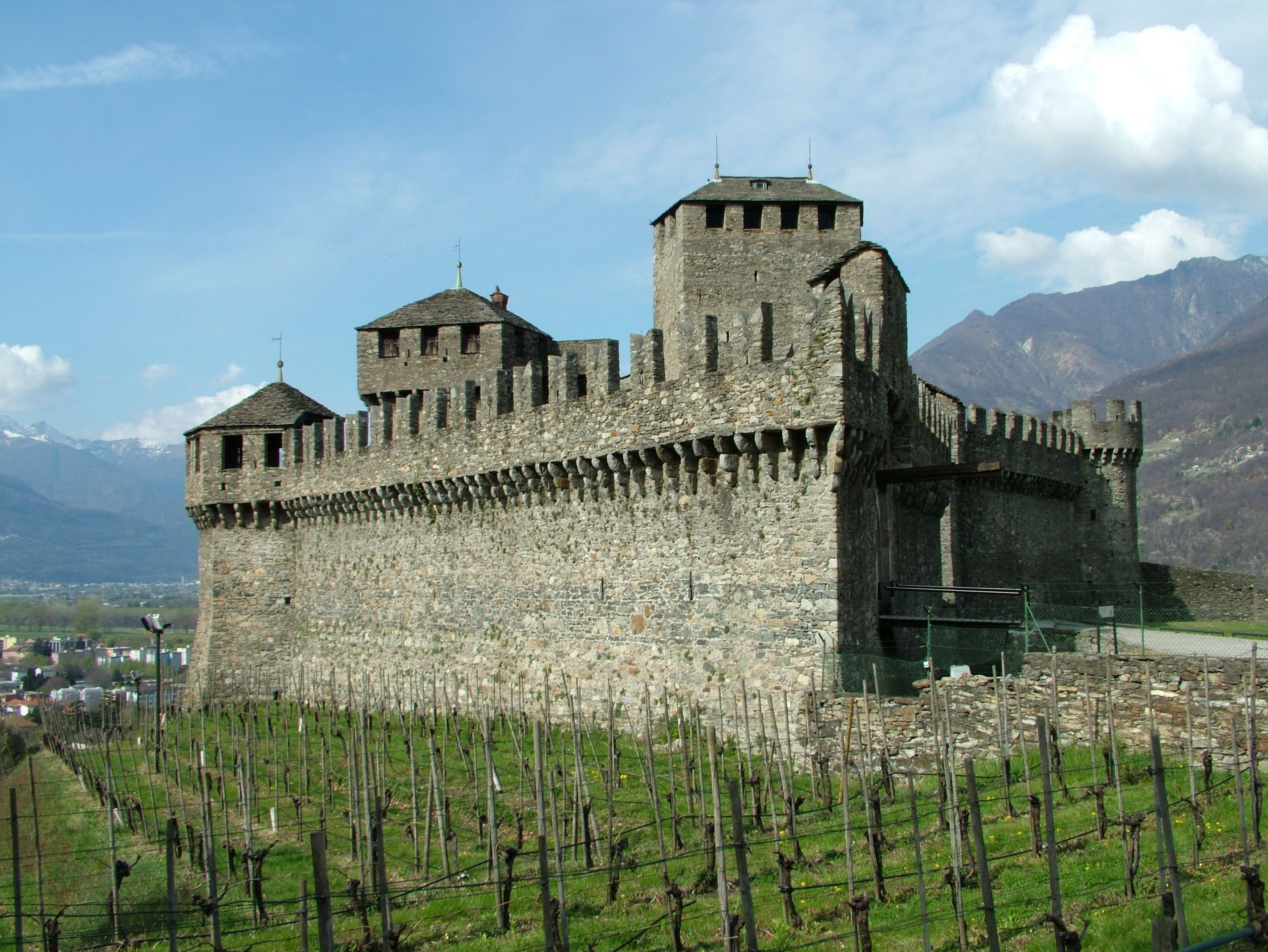
Castello di Montebello
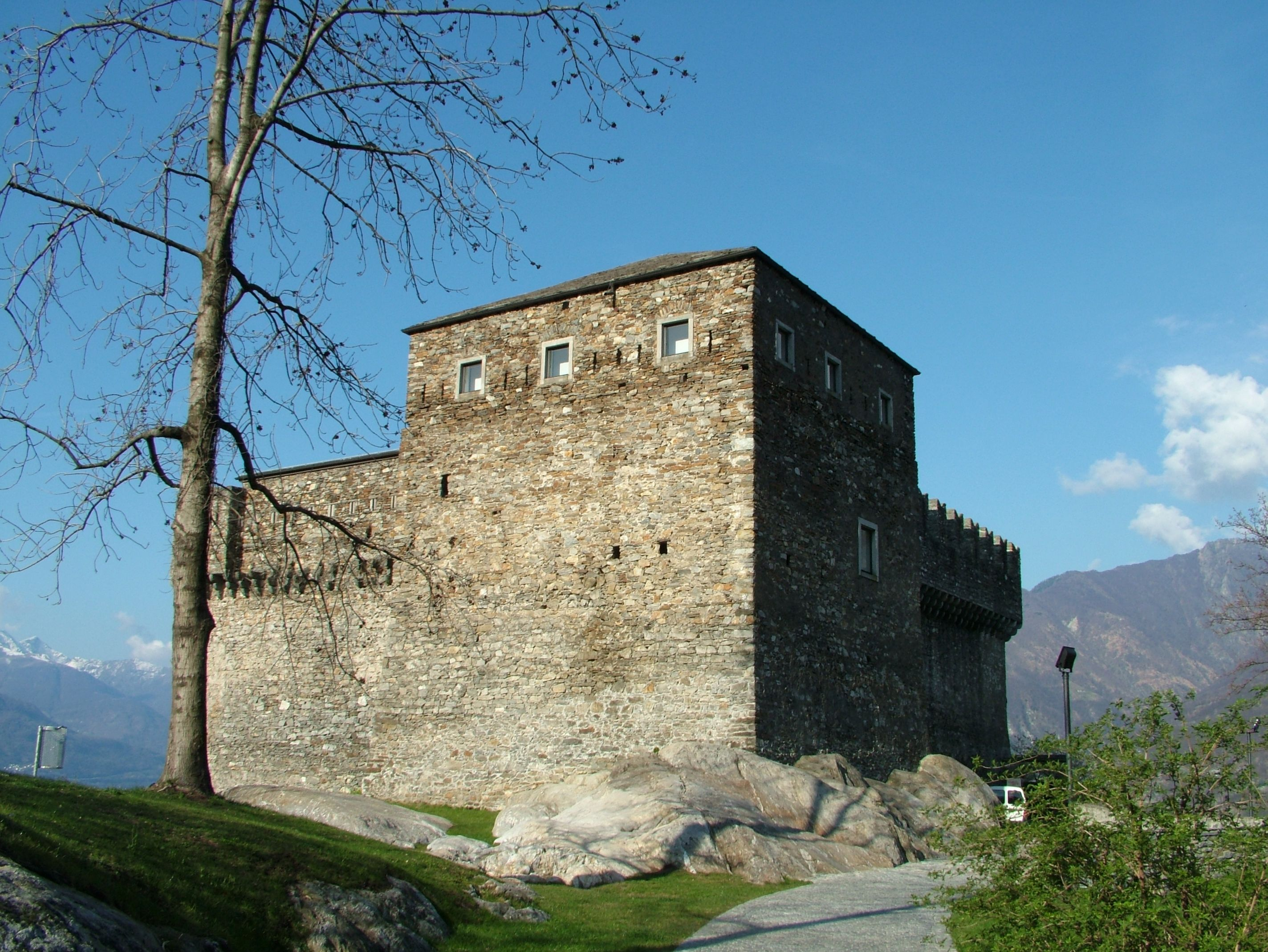
Castello di Sasso Corbaro
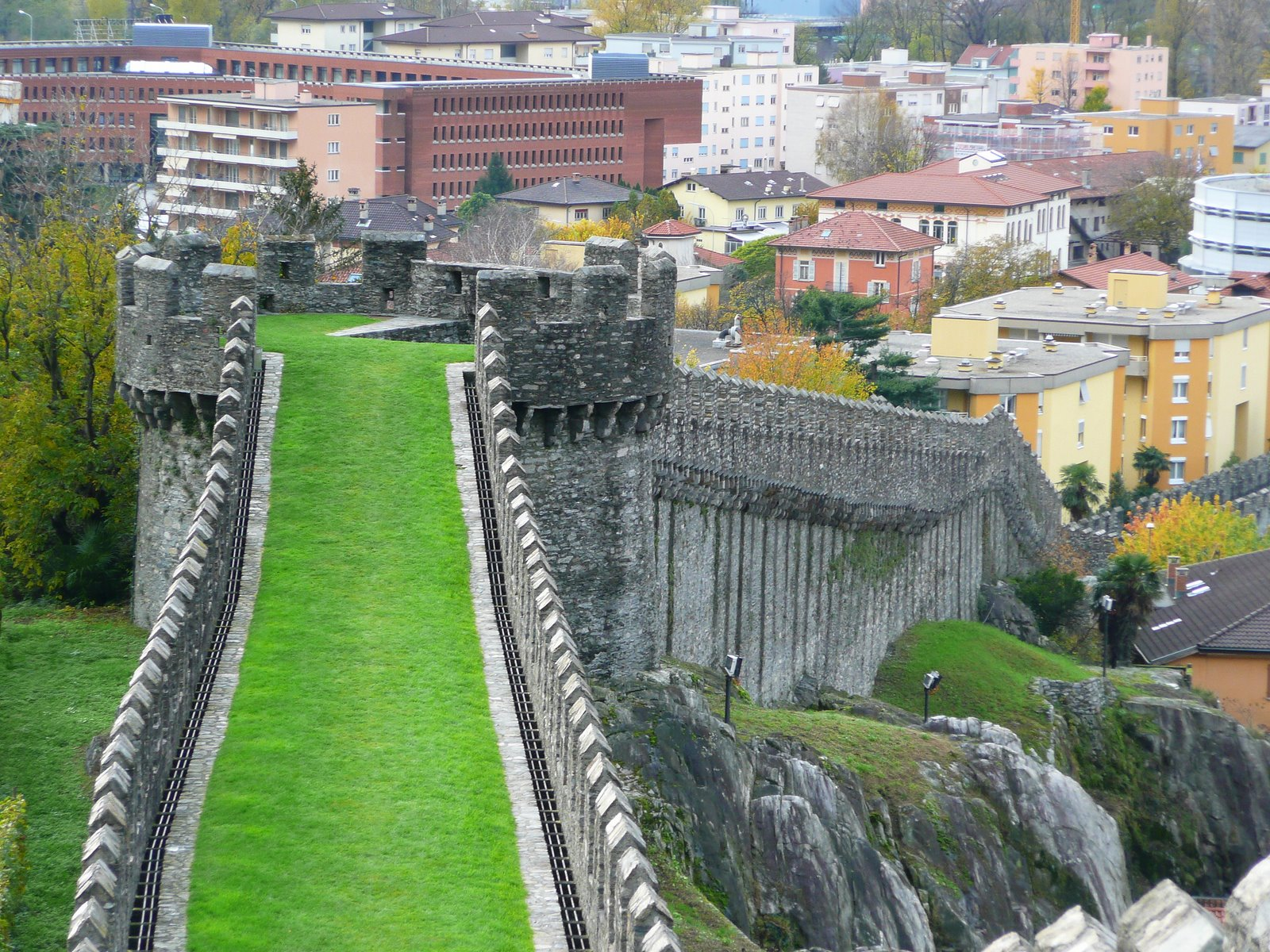
Murata